# Jeff Gardner (baseball)
Jeffrey Scott Gardner (né le 4 février 1964 à Newport Beach, Californie, États-Unis) est un joueur de deuxième but ayant joué dans les Ligues majeures de baseball de 1991 à 1994.

## Carrière de joueur
Jeff Gardner signe son premier contrat professionnel en 1984 avec les Mets de New York. Après plusieurs années en ligues mineures, il fait ses débuts dans les majeures avec les Mets le 10 septembre 1991 et dispute 13 parties en fin d'année avec eux. En décembre suivant, New York l'échange aux Padres de San Diego en retour du lanceur gaucher Steve Rosenberg.
Gardner fait le va-et-vient entre les Padres et leurs affiliés des ligues mineures en 1992 avant d'obtenir un poste au deuxième but en 1993. Il joue 140 parties cette saison-là, obtenant 106 coups sûrs et affichant une moyenne au bâton de ,262.
Après la saison, il se joint comme agent libre aux Expos de Montréal mais ne dispute que 18 parties durant leur saison 1994, passant le reste d'année chez les Lynx d'Ottawa, le club-école Triple-A des Expos dans la Ligue internationale. Gardner met un terme à sa carrière après avoir passé la saison de baseball 1995 dans les ligues mineures avec les Cubs d'Iowa, un club affilié aux Cubs de Chicago.
Jeff Gardner a frappé pour une moyenne au bâton de ,246 en 186 parties jouées dans les majeures. Il compte 121 coups sûrs, un coup de circuit, 60 points marqués et 26 points produits.